# Áno Pavliána
Áno Pavliána (Ano Pavliana) är en ort i Grekland.   Den ligger i prefekturen Nomós Kerkýras och regionen Joniska öarna, i den västra delen av landet, 400 km nordväst om huvudstaden Aten. Áno Pavliána ligger 137 meter över havet och antalet invånare är 442. Den ligger på ön Korfu.
Terrängen runt Áno Pavliána är lite kuperad. Havet är nära Áno Pavliána västerut. Runt Áno Pavliána är det ganska tätbefolkat, med 104 invånare per kvadratkilometer. Närmaste större samhälle är Korfu, 12,1 km norr om Áno Pavliána. I omgivningarna runt Áno Pavliána växer i huvudsak blandskog.